# Li Ji
Li Ji, född okänt år, död 651 f.Kr., var en politiskt aktiv kinesisk konkubin under Vår- och höstperioden i Kina. Hon var konkubin till hertig Xian av Jin och placerade efter hans död deras son Xiqi på tronen. Hon är känd för att ha varit orsaken till Li Ji-upproret och kallades "Tidsålderns Häxa". 